# Voldum
Voldum er en landsby i Østjylland med 872 indbyggere  (2024). Voldum ligger 10 kilometer øst for Hadsten, 17 kilometer syd for Randers og 28 kilometer nord for Aarhus. Byen ligger i Region Midtjylland og tilhører Favrskov Kommune.
Voldum er beliggende i Voldum Sogn og Voldum Kirke opført i sengotisk- og renæssancestil ligger i byen. I den vestlige bydel Nielstrup, finder man Nielstrup Museum, der første gang åbnede for besøgende i 1972. Foruden Voldum-Rud Lokalhistoriske Arkiv, indeholder det ligeledes udstillinger af forskellige genstande fra såvel Voldumegnen som fra den øvrige del af Danmark, herunder gammelt legetøj og værktøj. Nær Nielstrup ligger bydelen Bramstrup, der ligesom førstnævnte lokalitet, oprindeligt var en selvstændig landsby. De to bydele udgør sammen med det oprindelige Voldum, ét samlet byområde.
Knap 3 kilometer nord for Voldum ligger Clausholm, en ældre herregård opført i barokstil.

## Eksterne hyenvisninger
- Voldumnet.dk/Velkommen til Voldum Arkiveret 15. november 2021 hos  Wayback Machine